# Schwarzseekopf
Schwarzseekopf är en bergstopp i Österrike.   Den ligger i distriktet Landeck och förbundslandet Tyrolen, i den västra delen av landet. Toppen på Schwarzseekopf är 3 132 meter över havet.
Den högsta punkten i närheten är Plattigkopf, 3 174 meter över havet, söder om Schwarzseekopf. Närmaste större samhälle är Pfunds, 10,5 km väster om Schwarzseekopf. 
Trakten runt Schwarzseekopf består i huvudsak av alpin tundra. och kala bergstoppar